# Литовская письменность
Лито́вский алфави́т (лит. Lietuvių abėcėlė) — алфавит литовского языка, в нынешнем виде с 32 буквами, существующий со времён орфографических реформ 1901—1905 годов; основан на латинице.
| A a | Ą ą | B b | C c | Č č | D d | E e |
| Ę ę | Ė ė | F f | G g | H h | I i | Į į |
| Y y | J j | K k | L l | M m | N n | O o |
| P p | R r | S s | Š š | T t | U u | Ų ų |
| Ū ū | V v | Z z | Ž ž |     |     |     |

## История

### Латиница
С XVI века, после объединения Великого княжества Литовского с Польским королевством, для записи литовского языка используется латиница.
Наиболее ранний письменный памятник литовского языка датируется 1503—1515 гг. и представляет собой молитву, написанную от руки на последней странице выпущенной в Страсбурге книги «Tractatus sacerdotalis». Текст придерживается дзукийского диалекта и, по всей видимости, списан с более раннего оригинала.
В 1547 году в Кёнигсберге издана первая литовская книга «Простые слова катехизиса, лёгкая и скорая наука чтения и письма» (лит. «Katechizmusa prasty szadei…», протестантский) Мартинаса Мажвидаса. Книга написана на жемайтском наречии литовского языка (Мажвидас был жемайтом). Кроме катехизиса, на 4 страницах автор приводит алфавит и несколько придуманных им грамматических терминов. Алфавит Мажвидаса содержал 23 заглавные и 25 строчных букв (на основе латинского алфавита):
Заглавные буквы: A B C D E F G H I K L M N O P Q R S T V X Y Z

Строчные буквы: a b c d e f g h i k l m n o p q r ſ s t u v x y z
Jei pagal wales Dewa narit giwenty

— Цитата из «Простые слова катехизиса…» Мартинаса Мажвидаса
В 1595 году в Вильне была издана первая напечатанная на территории Литвы книга на литовском языке «Катехизис» (лит. «Katekizmui», католический), переведённая с польского языка Микалоюсом Даукшой.

Buk walá táwo

Důną mûſſų wiſſų dienų důdʼ mumus ßią dieną

Batʼ geͣlbʼ mus nůġ pikto

— Цитата молитвы из «Катехизиса» Микалоюса Даукши

В 1653 году в Кёнигсберге была издана первая грамматика литовского языка (лат. «Grammatica Litvanica»), написанная на латыни литовским духовным писателем Даниилом Клейном (лит. Danielius Kleinas). Для записи литовских слов, кроме латинских букв, использовались следующие буквы:

- ė — в то время была уникальной буквой — сохранилась в современном литовском алфавите;
- á и ł — были взяты из польской типографики того времени;
- ʒ — в дальнейшем эту букву заменила «ž»;
- ê, é, ô, ó, û, ù и др.

Примеры литовских слов из грамматики Д. Клейна:
didyſis (совр. лит. didysis), dówana (совр. лит. dovana), gieſmês (совр. лит. giesmės), iſʒwadótu (совр. лит. išvaduotų), malóne (совр. лит. malonė), mylêti (совр. лит. mylėti), mylėſiwa (совр. лит. ), pérʒinnoti (совр. лит. peržinoti), piktûju (совр. лит. piktuoju), wiſſû (совр. лит. visų), ſʒirdìs (совр. лит. širdis), ʒinnôti (совр. лит. žinoti), ʒmógui (совр. лит. žmogui), ʒmonû (совр. лит. žmonių), ʒodélis (совр. лит. žodelis).

### Кириллица
После восстания 1863—1864 годов в Северо-Западном крае Российской империи генерал-губернатор М. Н. Муравьёв в 1864 году запретил печатать латиницей на литовском языке буквари, официальные издания, книги для чтения. Взамен вводилась «гражданка» — литовская письменность кириллическими буквами. Этот запрет вызвал сопротивление населения (см. Книгоноши в Литве) и в итоге с 1904 года был отменён.
Единой системы передачи литовского языка кириллицей в те года не существовало. Мало того, что таких систем было несколько и принадлежали они разным разработчикам, так и то, что эти системы с течением времени изменялись. Среди их авторов известны: С. Микуцкий, Л. Ивинский, Й. Кречинский, Ф. Ф. Фортунатов, В. Миллер, И. Лютостанский, Й. Грабаускас и др. — каждый из них в зависимости от своих убеждений и степени владения литовским языком разными буквами, знаками передавал литовские звуки. Причём даже в пределах одного текста могли встречаться разные написания одного и того же слова.
Одним из первых разработчиков кириллического шрифта для литовского языка в XIX веке был С. П. Микуцкий. Именно его вариант кириллического алфавита для литовского языка был одобрен и принят попечителем Виленского округа И. П. Корниловым. На базе этой азбуки в 1864 году был отпечатан литовский букварь «Абецеле жемайтишкай лѣтувишка».
а б в г д е е̂ ж з и и̂ й і к л м н о о̂ п р с т у ў ц ч ш щ ь ѣ э ю я ʼ (знак апострофа)
По словам С. П. Микуцкого, 28 кириллических букв были вполне приемлемы для литовской фонетики без всяких изменений, и лишь для некоторых звуков и дифтонгических сочетаний нужно ввести особые обозначения:

ė — е̂,

для долгого y — и̂,

для долгих o, uo, ua — о̂,

для дифтонгов ei, ij, ie — ѣ,

j перед o, uo — і, и,

u в дифтонгах au, eu, iau — ў.

Апострофом обозначалось сокращённое окончание или выделялась приставка, например: эйн’ (эйна), атʼіоти.

В алфавите С. Микуцкого было 34 буквы (не считая апострофа), и в нём не присутствуют такие буквы, характерные для русского языка, как: «ы», «ф», «х» и «ъ».
Авторы текста «Абецеле жемайтишкай лѣтувишка» — С. Микуцкий и Л. Ивинский — не обращали при передаче литовского текста кириллицей внимания на долгие носовые звуки, поэтому на письме они обозначались как: «а», «е», «и», «я», «ю» или «у».
36-буквенный алфавит И. Кречинского, в отличие от алфавита С. Микуцкого, включал в себя ещё буквы «ф», «х», «ы», фита «ѳ» и ижица «ѵ»:
а б в г д е ж з и і й к л м н о п р с т у ф х ц ч ш щ ъ ы ь ѣ э ю я ѳ ѵ
Ещё один вариант кириллического алфавита И. Кречинский использовал в книге «Діевишка літургіја Швэн́то Јо́но Аӯксобу́рніо» в 1887 году:
а а̄ б б́ ц д д́ э е̇ е іе і́е г г̀ і і̄̀ і́ ј к к̀ л љ м м̀ н њ н̨ о п п̀ р р̀ с с̀ ш т т́ ч у ӯ у̊ з ж дж в
Для иллюстрации внешнего вида такого текста — небольшой список изданий тех лет (в скобках указан автор системы кириллизации):

- Евангеліесъ антъ недѣліос денунъ иръ китунъ швенчю, куріос Ира скайтомасъ бажниціосњ швентосѣ паръ иштисусъ метусъ пагалъ Рима иредима. — Вильнюс, 1865 (Л. Ивинский)
- Трумпасъ катехизмасъ, аукщяусей крашта виреснибей лійпантъ, парашитасъ дѣл каталику яунуменесъ, и мокслусъ лейдамосъ. — Вильнюс, 1865 (И. Кречинский)
- J. Krečinskis. Русишкай летувишкасисъ календорюсъ антъ 1868 (прибувимасъ) мѣту. — Вильнюс, 1867 (И. Кречинский)
- Моксласъ скайтима рашта летувишка дѣль мажу вайку… — Вильнюс, 1867 (И. Кречинский)
- "Діевишка літургіја Швэн́то Јо́но Аӯксобу́рніо. 1887 (Й. Кречинский)
- Л. Н. Толстой. Кауказа невальникасъ. — Вильнюс, 1891 (И. Лютостанский)
- J. Grabauskas. Укишкасис календорюс 1902 метамс. — Сувалки, 1902 (Й. Грабаускас)

### Современность
Литовский алфавит в современном виде был предложен Йонасом Яблонскисом в «Грамматике литовского языка» 1901 года. Такой же алфавит был использован и в литографическом конспекте «Литовской грамматичке». Алфавит в «Правописании» Винцаса Кудирки (1890 год) отличается от современного, по сути, лишь отсутствием буквы «Ū» и заменой «W» на «V».
A Ą B C Č D E Ę Ė F G H I Į Y J K L M N O P R S Š T U Ų Ū V Z Ž

## Современный алфавит
Современный алфавит литовского языка основан на латинском алфавите и содержит 32 буквы, из которых — 23 буквы латинского алфавита (букв Q, W, X в литовском алфавите нет).
| №  | Буква | Название по-литовски | Название по-русски | Звучание (МФА) | Примечания |
| -- | ----- | -------------------- | ------------------ | -------------- | --- |
| 1  | A a   | a                    | а                  | [ ɑ ]          | 1-я буква латинского алфавита |
| 2  | Ą ą   | a nosinė             | а носовая          | [ ɑː ]         | «Ą» — буква «A» с диакритическим знаком огонэк. Буква «ą» исторически обозначает назализированный звук an                                                              |
| 3  | B b   | bė                   | бе                 | [ b ]          | 2-я буква латинского алфавита |
| 4  | C c   | cė                   | це                 | [ ʦ ]          | 3-я буква латинского алфавита |
| 5  | Č č   | čė                   | че                 | [ ʧ ]          | «Č» — буква «C» с диакритическим знаком гачек. |
| 6  | D d   | dė                   | де                 | [ d ]          | 4-я буква латинского алфавита |
| 7  | E e   | e                    | э                  | [ ɛ ] [ æː ]   | 5-я буква латинского алфавита |
| 8  | Ę ę   | e nosinė             | э носовая          | [ æː ]         | «Ę» — буква «E» с диакритическим знаком огонэк. Буква «ę» исторически обозначает назализированный звук en                                                              |
| 9  | Ė ė   | ė                    | е                  | [ eː ]         | «Ė» — буква «E» с диакритическим знаком точка. Букву ввёл в обращение литовский духовный писатель XVII века — Даниил Клейн                                             |
| 10 | F f   | ef                   | эф                 | [ f ]          | 6-я буква латинского алфавита |
| 11 | G g   | gė                   | ге                 | [ g ]          | 7-я буква латинского алфавита |
| 12 | H h   | ha                   | ха                 | [ ɣ ]          | 8-я буква латинского алфавита |
| 13 | I i   | i trumpoji           | и короткая         | [ ɪ ]          | 9-я буква латинского алфавита |
| 14 | Į į   | i nosinė             | и носовая          | [ iː ]         | «Į» — буква «I» с диакритическим знаком огонэк. Буква «į» исторически обозначает назализированный звук in                                                              |
| 15 | Y y   | i ilgoji             | и долгая           | [ iː ]         | 25-я буква латинского алфавита. В научном и техническом языке употребляется название «игрек»                                                                           |
| 16 | J j   | jot                  | йот                | [ j ]          | 10-я буква латинского алфавита |
| 17 | K k   | ka                   | ка                 | [ k ]          | 11-я буква латинского алфавита |
| 18 | L l   | el                   | эл                 | [ ɫ ]          | 12-я буква латинского алфавита |
| 19 | M m   | em                   | эм                 | [ m ]          | 13-я буква латинского алфавита |
| 20 | N n   | en                   | эн                 | [ n ]          | 14-я буква латинского алфавита |
| 21 | O o   | o                    | о                  | [ ɔ ] [ oː ]   | 15-я буква латинского алфавита |
| 22 | P p   | pė                   | пе                 | [ p ]          | 16-я буква латинского алфавита |
| 23 | R r   | er                   | эр                 | [ r ]          | 18-я буква латинского алфавита |
| 24 | S s   | es                   | эс                 | [ s ]          | 19-я буква латинского алфавита |
| 25 | Š š   | eš                   | эш                 | [ ʃ ]          | «Š» — буква «S» с диакритическим знаком гачек. |
| 26 | T t   | tė                   | те                 | [ t ]          | 20-я буква латинского алфавита |
| 27 | U u   | u                    | у                  | [ ʊ ]          | 21-я буква латинского алфавита |
| 28 | Ų ų   | u nosinė             | у носовая          | [ uː ]         | «Ų» — буква «U» с диакритическим знаком огонэк. Буква «ų» исторически обозначает назализированный звук un. В литовском языке эта буква никогда не стоит в начале слова |
| 29 | Ū ū   | u ilgoji             | у долгая           | [ uː ]         | «Ū» — буква «U» с диакритическим знаком макрон |
| 30 | V v   | vė                   | ве                 | [ ʋ ]          | 22-я буква латинского алфавита |
| 31 | Z z   | zė                   | зе                 | [ z ]          | 26-я буква латинского алфавита |
| 32 | Ž ž   | žė                   | же                 | [ ʒ ]          | «Ž» — буква «Z» с диакритическим знаком гачек. |

Для записи некоторых звуков, согласных и гласных, используются комбинации, например, ch — х.
Частотность букв литовского языка на материале 9 связных текстов большого объёма на литературном литовском языке:

## Пример современной литовской письменности
Винцас Кудирка, «Национальная песнь», 1898 год (является гимном Литвы с 1919—1940, 1944—1950, 1988—настоящее время):

Vincas Kudirka, «Tautiška giesmė»

Lietuva, Tėvyne mūsų
Tu didvyrių žeme,
Iš praeities Tavo sūnūs
Te stiprybę semia.

Tegul Tavo vaikai eina
Vien takais dorybės,
Tegul dirba Tavo naudai
Ir žmonių gėrybei.

Tegul saulė Lietuvos
Tamsumas prašalina,
Ir šviesa, ir tiesa
Mūs žingsnius telydi.

Tegul meilė Lietuvos
Dega mūsų širdyse,
Vardan tos Lietuvos
Vienybė težydi!

1898

## Примеры литовской кириллицы
1. Пример из книги 1867 года «Литовско-рускій букварь, для употребленія въ начальныхъ училищахъ»[16].
2. Пример из книги 1867 года «Литовскія народныя пѣсни. Съ переводомъ на русскій языкъ» (автор — И. А. Юшкевич)[17].
3. Литовская кириллица, составленная С. П. Микуцким[18][19].
4. Пример из книги 1887 года «Божественная литургія святаго Іоанна Златоуста» (автор — Волтерис / Volteris)[20].